# Loïs
Loïs ist ein frankobelgischer Comic von Jacques Martin.

## Handlung
Loïs Lorcey ist Maler am Hof des Sonnenkönigs und wird für Geheimaufträge auserwählt, die ihn an die verschiedensten Orte führen.

## Hintergrund
Jacques Martin hegte schon lange den Wunsch, Ludwig XIV. und seine Zeit in einem historischen Comic zu verarbeiten. Für die zeichnerische Umsetzung verpflichtete er den Nachwuchszeichner Olivier Pâques. Nach zwei Episoden gab Patrick Weber 2007 seinen Einstand als Autor. Die Rolle des Szenaristen übernahm 2013 Pierre Valmour. Alle Episoden veröffentlichte Casterman direkt in Albenform.

## Alben
- Le Roi-Soleil (1/2003)
- Les Louis d’or (2/2005)
- Le Code noir (3/2007)
- Monsieur, frère du roi (4/2009)
- L’Apollon de sang (5/2012)
- Dans les griffes du faucon (6/2013)
- La Prisonnière de l’archange (7/2015)